# Halloween 4: The Return of Michael Myers
Halloween 4: The Return of Michael Myers (en España: Halloween 4: El Retorno de Michael Myers; y en Hispanoamérica: Halloween 4: El Regreso de Michael Myers) es una película slasher
estadounidense de 1988 y la cuarta entrega de la saga de películas de Halloween. Dirigido por Dwight H. Little y escrito por Alan B. McElroy, se enfoca en Michael Myers regresando a casa para matar a su sobrina, Jamie Lloyd (Danielle Harris), la hija de Laurie Strode, con su ex psiquiatra el Dr. Sam Loomis (Donald Pleasence) una vez más persiguiéndolo.
Como sugiere el título, esta película marca el regreso de Michael Myers después de haber estado ausente en la entrega anterior, El Día de la Bruja. Inicialmente, John Carpenter y la coproductora Debra Hill retiró la historia de Michael Myers después de la segunda entrega de la saga, con la intención de presentar un nuevo argumento relacionado con la temporada de Halloween en cada secuela, de la cual Halloween III sería la primera. Halloween 4 originalmente estaba destinado a ser una historia de fantasmas; sin embargo, debido al desempeño financiero decepcionante de la tercera película y a petición de los fanes de la saga, Halloween 4 reintrodujo a Michael Myers.
En España, la película fue distribuida en DVD por Manga Films.

## Argumento
El 30 de octubre de 1988, Michael Myers (George P. Wilbur) es trasladado al Sanatorio Smith's Grove en ambulancia desde su residencia actual en el Sanatorio Federal Ridgemont. Al escuchar que tiene una sobrina, Michael se despierta y mata al personal de la ambulancia, lo que hace que esta pierda el control y luego se estrelle contra un río. tras lo cual Myers se dirige a Haddonfield. El ex-psiquiatra de Michael, el Dr. Sam Loomis (Donald Pleasence), se entera de la fuga de Michael y lo persigue. Sigue a Michael a una gasolinera, donde ha matado a un mecánico por su ropa, junto con un empleado, y deshabilitado los teléfonos. Michael luego escapa en un camión de remolque y provoca una explosión, destruyendo el coche de Loomis en el proceso. Loomis se ve obligado a tomar un paseo a Haddonfield.
Mientras tanto, Jamie Lloyd (Danielle Harris), hija de Laurie Strode y sobrina de Michael, vive en Haddonfield con su familia adoptiva, Richard y Darlene Carruthers, y su hija adolescente Rachel (Ellie Cornell). Jamie sabe acerca de Michael, pero ella no sabe que es el hombre extraño sobre el que ha estado teniendo pesadillas. Richard y Darlene salen por la noche y dejan a Rachel a cargo de Jamie, haciendo que se pierda su cita con su novio Brady (Sasha Jenson). Después de la escuela, Rachel lleva a Jamie a comprar helado con un disfraz de Halloween. En ese momento, Michael ya ha llegado a Haddonfield, y casi ataca a Jamie en la tienda.
Esa noche, cuando Rachel lleva a Jamie para pedir dulce o truco, Michael va a la subestación eléctrica y mata a un trabajador arrojándolo a equipo de alto voltaje, hundiendo el pueblo en la oscuridad. Mientras tanto, Loomis llega a Haddonfield y advierte al Sheriff Ben Meeker (Beau Starr) que Michael ha regresado. Michael ataca la estación de policía y mata a todos los oficiales. Una muchedumbre del linchamiento es formada por los hombres de la ciudad para matar a Michael. Rachel descubre que Brady la engaña con la hija del Sheriff Meeker, Kelly (Kathleen Kinmont), y pierde la pista de Jamie. Después de ser perseguida por Michael, Rachel encuentra a Jamie.
El sheriff Meeker y Loomis llegan y llevan a las chicas a la casa de Meeker con Brady, Kelly y un oficial. Ellos barrican la casa, y Loomis se va a buscar a Michael. Con el Sheriff Meeker en el sótano a la espera de la llegada de la policía estatal, Michael se mete y mata al oficial y a Kelly. Descubriendo los cuerpos, Rachel, Jamie y Brady se dan cuenta de que están atrapados en la casa. Rachel y Jamie huyen al ático cuando Michael aparece, pero Brady se queda para defenderse y es asesinado. Las chicas suben por una ventana hacia el techo y Jamie se baja con seguridad, pero Michael ataca a Rachel y la arroja del techo.
Perseguida por Michael, Jamie corre por la calle y encuentra a Loomis. Se refugian en la escuela, pero Michael aparece y subyuga a Loomis antes de perseguir a Jamie por el edificio. Jamie sale y baja por un tramo de escaleras. Antes de que Michael pueda matarla, Rachel, que sobrevivió a la caída, lo somete con un extintor de incendios. La muchedumbre de linchamiento y la policía estatal llegan a la escuela después de escuchar la alarma. La muchedumbre del linchamiento acuerda llevar a Jamie y a Rachel a la ciudad siguiente en una camioneta. Sin embargo, Michael, escondido debajo de la camioneta, sube a bordo y mata a los hombres. Rachel se ve obligada a conducir, continuamente tratando de tirar a Michael fuera. Ella logra hacerlo y luego lo carga con la camioneta, enviándolo volando en una zanja cerca de una mina abandonada. El Sheriff Meeker, Loomis y la policía llegan, pero cuando Jamie se acerca a Michael y toca su mano, se levanta. La policía implacablemente dispara a Michael hasta que se cae por la mina, donde se presume muerto.
Jamie y Rachel son llevadas a casa, y Darlene y Richard, que han llegado a casa, consuelan a las chicas. Mientras Darlene sube a Jamie para darle un baño, ella es atacada repentinamente por Jamie, que está sobrecogida por la rabia de Michael. Loomis escucha los gritos de Darlene y ve a Jamie de pie en lo alto de la escalera, usando una máscara de payaso, sosteniendo una tijera en la mano y manchada de sangre. Grita cuando Rachel, Richard y el Sheriff Meeker miran horrorizados.

## Reparto
- Donald Pleasence	 ... 	Dr. Sam Loomis
- Ellie Cornell	 ... 	Rachel Carruthers
- Danielle Harris	 ... 	Jamie Lloyd
- George P. Wilbur	 ... 	Michael Myers
- Michael Pataki	 ... 	Dr. Hoffman
- Beau Starr	 ... 	Comisario Ben Meeker
- Kathleen Kinmont	 ... 	Kelly Meeker
- Sasha Jenson	 ... 	Brady
- Gene Ross	         ... 	Earl
- Raymond O'Connor	 ... 	Guardia de seguridad
- Jeff Olson	 ... 	Richard Carruthers
- Karen Alston	 ... 	Darlene Carruthers

## Doblaje
| Personaje          | Actor original   | Actor de doblaje       | Actor de doblaje      |
| Personaje          | Actor original   | Original               | Redoblaje             |
| Dr. Loomis         | Donald Pleasence | Francisco Colmenero    | Omar Barrera          |
| Rachel Carruthers  | Ellie Cornell    | Romina Marroquín Payró | Diana Beltrán         |
| Jamie Lloyd        | Danielle Harris  | Jessica Ángeles        | Diana Carolina Suárez |
| Sheriff Meeker     | Beau Starr       | Víctor Hugo Aguilar    | Óscar Fernando Gómez  |
| Kelly Meeker       | Kathleen Kinmont | Paulina Soto Oliver    | Klaudia Kotte         |
| Darlene Carruthers | Karen Alston     | Mónica Manjarrez       | Tirza Pacheco         |
| Richard Carruthers | Jeff Olson       |                        |                       |
| Earl               | Gene Ross        | Carlos Segundo         | Sigifredo Vega        |

## Banda sonora
La banda sonora de la película fue realizada por Alan Howarth, que había ayudado a John Carpenter en la banda sonora de las dos películas anteriores. Howarth había terminado de trabajar con Carpenter en su película El príncipe de las tinieblas (en la que también participó Donald Pleasence como un cura llamado Loomis). Howarth obtuvo la aprobación de Dwight H. Little debido a que estaba encantado con la idea de una nueva partitura que hace referencia a la original, pero con un toque de sintetizador. Howarth también incluyó temas llamados "Jamie's Nightmare", "Return of the Shape" y "Police station".

## Recepción

### Taquilla
Halloween 4 contó con un presupuesto de 5 millones de dólares. La película se estrenó en 1.679 cines el 21 de octubre de 1988 y recaudó $6.831.250 en su primer fin de semana alcanzando un total de 17.768.757 U$S, convirtiéndose en la quinta película más taquillera de la serie.

### Crítica
Halloween 4: The Return of Michael Myers recibió reseñas generalmente negativas de parte de la crítica especializada y mixtas de la audiencia general. En el portal especializado Rotten Tomatoes, la película posee una aprobación de 33%, basada en 30 reseñas, con una calificación de 4.2/10 y con un consenso crítico que dice: "Halloween 4: The Return Of Michaels Myers puede traer de vuelta al asesino enmascarado de la serie, pero no ofrece los sustos viscerales y la inventiva del original." De parte de la audiencia tiene una aprobación de 53%, basada en más de 50 000 votos, con una calificación de 3.4/5.
El sitio web Metacritic le dio a la película una puntuación de 34 de 100, basada en 10 reseñas, indicando "reseñas generalmente desfavorables". En el sitio IMDb los usuarios le asignaron una calificación de 5.8/10, sobre la base de 54 474 votos, mientras que en la página web FilmAffinity la cinta tiene una calificación de 4.7/10, basada en 2969 votos.